# ماريو فيلجويراس
ماريو فيلجويراس (بالبرتغالية: Mário Jorge Quintas Felgueiras‏) هو لاعب كرة قدم برتغالي في مركز حراسة المرمى، ولد في 12 ديسمبر 1986 في فيانا دو كاستيلو في البرتغال. شارك مع منتخب البرتغال تحت 16 سنة لكرة القدم ومنتخب البرتغال تحت 17 سنة لكرة القدم ومنتخب البرتغال تحت 18 سنة لكرة القدم ومنتخب البرتغال تحت 19 سنة لكرة القدم ومنتخب البرتغال تحت 20 سنة لكرة القدم ومنتخب البرتغال تحت 21 سنة لكرة القدم. أما مع النوادي، فقد لعب مع سبورتينغ براغا وسبورتينغ لشبونة وسي إف آر كلوج وفيتوريا سيتوبال وقونية سبور ونادي باسوج دي فيريرا ونادي براشوف ونادي بورتيمونينسي ونادي ريو أفي.

## وصلات خارجية
- ماريو فيلجويراس على موقع الاتحاد الأوربي (الإنجليزية)
- ماريو فيلجويراس على موقع قاعدة بيانات كرة القدم.إي يو (الإنجليزية)
- ماريو فيلجويراس على موقع Soccerway.com (الإنجليزية)
- ماريو فيلجويراس على موقع عالم كرة القدم.نت (الإنجليزية)
- ماريو فيلجويراس على موقع AS.com (الإسبانية)